# Chiesa di San Salvar
La chiesa di San Salvar è un edificio religioso, la cui costruzione risale probabilmente al VIII secolo, situato nel comune di Bussolengo, in provincia di Verona.
Dall'analisi della tecnica costruttiva dei muri, realizzati con file di sassi di fiume con zeppe di cemento e cocci di cotto, fa supporre un'origine molto antica dell'edificio, attribuibile probabilmente all'epoca longobarda. Inoltre, troviamo un ampio utilizzo di pietre di riporto di epoche precedenti, come era d'uso in quei secoli. In particolare, all'interno vi è una stele a base quadrata che riporta un'iscrizione di epoca romana, utilizzata probabilmente come supporto per un'acquasantiera, e una fonte battesimale anch'essa ricavata da una precedente pietra scolpita nel periodo romano.
Si suppone che fosse stata un'antica pieve e la prima chiesa parrocchiale di Bussolengo.